# Red Bull
 Ovo je glavno značenje pojma Red Bull. Za druga značenja pogledajte Red Bull (razdvojba).
Red Bull je austrijska tvrtka energetskih pića. Osnovali su je 1987. godine Dietrich Mateschitz i Chaleo Yoovidhya. Red Bull je dobio ime po tajlandskom energetskom napitku Krating Daeng (กระทิงแดง, crveni bik).